# Give It to Me
Give It to Me è una canzone cantata da Timbaland con Nelly Furtado e Justin Timberlake per l'album di Timbaland Shock Value (2007). La canzone è stata pubblicata come primo singolo dell'album. Mosley Music Group, in sodalizio con la Blackground Records e la Interscope Records, ha lanciato il brano nelle radio Contemporary hit e Rhythmic negli Stati Uniti il 4 febbraio 2007. Give It to Me è un brano electro che tradisce le sfumature della musica da discoteca. I protagonisti sono sorpresi ad esprimere critiche nei confronti del proprio successo nel mondo musicale.
Ognuno dei tre artisti ha un suo verso separato dagli altri dal chorus che è cantato da Nelly Furtado. Il brano ha ricevuto un grande consenso da parte dei critici musicali, che ne hanno esaltato il ritmo da discoteca e il testo. Il singolo ha goduto di un ottimo successo commerciale negli Stati Uniti e a livello internazionale. Ha venduto attorno ai due milioni di copie digitali negli Stati Uniti, consacrandosi qui come il terzo singolo più venduto di Timbaland.
La canzone è stata pubblicata sulle radio americane il 25 gennaio 2007 e ha debuttato alla posizione numero 87 sulla U.S Billboard Hot 100 nel febbraio 2007.
Nell'aprile 2007 la canzone ha raggiunto la posizione numero 1, dalla posizione 47, in una settimana. La canzone è diventata il secondo singolo numero uno di Timbaland, il terzo per Nelly Furtado e il quarto per Justin Timberlake.

## Il brano
Il brano era circolato in rete nel novembre 2006 in una versione demo ed era stato annunciato come possibile singolo dal nuovo album di inediti di Timbaland.
In seguito alla pubblicazione del singolo venne intensificandosi la rivalità tra Timbaland e il produttore discografico Scott Storch. Nel testo del brano, Timbaland attacca Storch in forma anonima: "I'm a real producer and you['re] just the piano man" (Io sono un vero produttore, tu soltanto il tizio che suona il piano). In un'intervista Timbaland confermò che il verso era indirizzato a Storch. La disputa riguardava una controversia tra i due riguardo ai credit della canzone di Justin Timberlake "Cry Me a River" (2003).

## Tracce

### CD singolo europeo
1. Give It To Me (radio edit)
2. Give It To Me (instrumental)
3. Come Around (featuring Mia)
4. Give It To Me (video)

### CD maxi americano
1. Give It to Me (radio edit) – 3:35
2. Give It to Me (dirty) – 3:58
3. Give It to Me (instrumental) – 3:57
4. Give It to Me (a cappella) – 3:30

### CD singolo danese
1. Give It to Me (radio edit) – 3:35
2. Give It to Me (instrumental) – 3:57

## Video
Il 26 febbraio 2007 il video musicale di Give It to Me è stato presentato in onda in Total Request Live di MTV.  Nelly Furtado, Timbaland e Justin Timberlake si esibiscono in concerto prima della serata dei Grammy Awards 2007, con scene in cui gli artisti fronteggiano una telecamera nel backstage dello spettacolo e su un pullman.

## Classifiche
| Classifica (2007)          | Posizione più alta |
| -------------------------- | ------------------ |
| Australian Singles Chart   | 16                 |
| Austrian Singles Chart     | 3                  |
| Belgian Singles Chart      | 4                  |
| Billboard Canadian Hot 100 | 1                  |
| Czech Singles Chart        | 4                  |
| Dutch Top 40               | 7                  |
| Irish Singles Chart        | 2                  |
| Israeli Singles Chart      | 2                  |
| Italian Singles Chart      | 8                  |
| Finnish Singles Chart      | 6                  |
| Francia                    | 7                  |
| Germania                   | 3                  |
| Nuova Zelanda              | 2                  |
| Norvegia                   | 4                  |
| Romania                    | 2                  |
| Turkish Top 20 Chart       | 3                  |
| Regno Unito                | 1                  |
| Stati Uniti                | 1                  |
| Stati Uniti (R&B/Hip-Hop)  | 38                 |
| Stati Uniti (Pop)          | 1                  |

| Posizione | 8 | 10 | 9 | 12 | 15 | 17 | 17 | 20 | 14 | 30 | 19 |